# 甘草湯
甘草湯，出自《傷寒雜病論》，又名溫液湯。

## 主治
少陰病咽痛或肺痿，涎唾多。